# Mimi Reinhardt
Pour les articles homonymes, voir Reinhardt.
Mimi Reinhardt, née Carmen Koppel le 15 janvier 1915 à Wiener Neustadt, située à environ 50 km au sud de Vienne, en Autriche et morte le 8 avril 2022 à Herzliya, en Israël, est une secrétaire autrichienne. Elle a travaillé en qualité de secrétaire d'Oskar Schindler et rédigea sa liste sur sa machine à écrire.

## Biographie
Carmen Koppel est la fille d'Emile Koppel et de Frieda Klein. Emil Koppel, un homme d'affaires, est passionné d'opéra, et il lui donne le prénom de Carmen, du nom de l'œuvre de Georges Bizet. Elle n'aime pas ce prénom, et son père accepte de le remplacer par Mimi, d'après La Bohème de  Giacomo Puccini.
Juive, elle est recrutée à l'âge de 19 ans par Oskar Schindler en tant que secrétaire dans son usine. C'est elle qui note le nom de tous les travailleurs employés dans l'usine et est donc la rédactrice de la célèbre liste en 1944. Elle-même y apparaît ligne 279 sous le numéro de prisonnière 76482 : « Weitmann Carmen 15.1.15 dactylographe ». Weitmann est son nom de femme mariée. Elle y travaille jusqu'en 1945.
Dans les années 1990, Mimi Reinhardt est invitée à la première new-yorkaise de La Liste de Schindler par Steven Spielberg mais doit sortir avant le début de la projection, incapable de regarder le film.
Après la guerre, elle déménage à New York. En 2007, elle fait son alya pour se rapprocher de son fils unique, Sacha Weitman, alors professeur de sociologie à l'université de Tel Aviv. Elle passe ses dernières années dans une maison de retraite à Herzliya au nord de Tel Aviv-Jaffa.

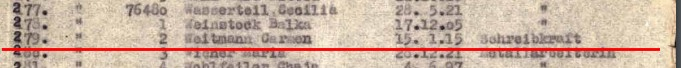
Carmen Weitmann (Mimi Reinhardt), numéro 279 sur la liste de Schindler.